# I segreti di Nicholas Flamel, l'immortale - Il negromante
I segreti di Nicholas Flamel, l'immortale - Il negromante (The Necromancer: The Secrets of the Immortal Nicholas Flamel), abbreviato come Il negromante, è un romanzo fantasy per ragazzi del 2010 dello scrittore irlandese Michael Scott, quarto libro della serie I segreti di Nicholas Flamel, l'immortale. È stato pubblicato per la prima volta negli Stati Uniti d'America il 25 maggio 2010 e in Italia è stato pubblicato nel novembre 2011 da Arnoldo Mondadori Editore.

## Trama
Le vicende narrate in questo volume si svolgono tra martedì 5 e mercoledì 6 giugno 2007.
Josh e Sophie, dopo essere tornati a San Francisco, riescono a scambiare a malapena due parole con la zia, che arrivano Aoife, la sorella gemella di Scatty, con cui all'inizio la confondono e Niten, suo compagno di battaglia. Sophie viene rapita, e Josh, assieme a Perenelle e Nicholas, la va a cercare. Quando la trovano si viene a sapere tutta la verità e i due gruppi si alleano. Nel frattempo si scopre che Scatty e Jeanne non erano rinchiuse nel passato, ma in un regno d'ombra. I Flamel, assieme ai gemelli e Aoife e Niten, vanno verso il regno d'ombra di Prometeo, il dio che ha creato gli uomini. Qui Josh viene istruito alla Magia del Fuoco. Ma la notte, Marte Ultore invade il corpo di Josh costringendolo a consegnarsi al dottor Dee che gli promette di insegnargli una magia molto più potente di quanto non avrebbe mai potuto fare Nicholas, la Negromanzia. Ma in realtà Dee vuole offrirlo a Coatlicue, la Madre di tutti gli Dei, per poi poterla scatenare contro gli Antichi Signori, rei di averla imprigionata in un regno d'ombra. Mentre essa appare arrivano anche Sophie, Aoife e Niten per recuperare Josh che è sotto incantesimo da parte di Dee.

## Personaggi
I protagonisti sono, ancora una volta i gemelli Josh e Sophie, Nicholas e Perenelle Flamel, il malvagio dottor John Dee e il suo collega Machiavelli, Scatty, Aoife, Shakespeare, il conte Saint-Germain e Giovanna D'Arco.

### Personaggi secondari
- Gli Antichi signori
- Virginia Dare
- Quetzcoatl, il serpente piumato
- Billy the Kid
- Prometeo
- La strega di Endor, dai ricordi di Sophie
- Marte Ultore